# Macrosamanea prancei
Macrosamanea prancei é uma espécie vegetal da família Fabaceae.
Apenas pode ser encontrada no Brasil.